# Шолаксай (Костанайская область)
Шолаксай (каз. Шолақсай) — село в Наурзумском районе Костанайской области Казахстана. Административный центр и единственный населённый пункт Шолаксайского сельского округа. Код КАТО — 395857100.

## История
Село было основано в 1897 году и до 1957 года называлось Чулак-Сай. В переводе с казахского название села означает «короткий яр, овраг». В конце XIX века в этой местности жили и кочевали казахи рода байназар племени аргын. В 1906 году с началом столыпинской реформы сюда начали прибывать крестьяне-переселенцы из Астраханской, Воронежской, Курской, Рязанской губерний, с Дона и Кубани. В 1908 году в селе проживало уже 92 семьи (778 человек). Занимались они выращиванием пшеницы, овса и льна, разведением калмыцкого рогатого скота и овец породы меринос.

## Население
В 1999 году население села составляло 1791 человек (874 мужчины и 917 женщин). По данным переписи 2009 года, в селе проживало 1780 человек (861 мужчина и 919 женщин).